# Península Viedma
La península Viedma, también llamada isla Lola es una península sobre la margen sur de la ría Deseado, en el Departamento Deseado, de la Provincia de Santa Cruz, Patagonia Argentina. Si bien es una península, suele ser considerada también como isla ya  que con la marea alta queda aislada de la costa continental. 
Es una península de grandes dimensiones ubicada en la parte final de la ría, a 7 kilómetros al oeste de la ciudad de Puerto Deseado. Al oeste se encuentran la bahía Concordia, la península Stokes y la isla del Rey, mientras que al norte se halla la bahía Uruguay, al noreste la isla de los Pájaros, y al este la bahía Magallanes. Es la isla o península más grande de la ría Deseado, ya que presenta un largo máximo de 5 kilómetros en sentido aproximadamente este-oeste, y un ancho máximo de 1 kilómetro.
En esta península no nidifican aves marinas, a expceción de una pequeña colonia de cormoranes grises (Phalacrocorax gaimardi) en Punta Piedrabuena. La isla es utilizada turísticamente para la pesca deportiva y como lugar de acampada.